# Now’s the Time
Now’s the Time ist ein Jazzstandard, den Charlie Parker im Jahr 1945 geschrieben hat.

## Entstehung und Struktur des Stückes
Now’s the Time ist ein Jazzblues im moderaten Tempo und basiert auf einem Swing-Riff (c, f, g). Now’s the Time wurde von Parker und Miles Davis auf der legendären Koko-Session im Dezember 1945 (The Charlie Parker Story) aufgenommen und schnell zu einer in der Bebopszene populären Jamsession-Nummer.
In dem Stück besteht ein Chorus aus zwölf Takten; dieser Aufbau ist aus dem Blues übernommen. Die Grundtonart (Tonika) des Stückes ist F7, die Dominante C7 und die Subdominante B7. Charlie Parker variiert die typische Bluesharmonik an einigen Stellen. Wie zum Beispiel der Ton Gmoll in dem Bluesschema des ersten Chorus: F7-F7-F7-F7-B7-B7(+B0)-F7-F7-Gmoll7-C7-F7-C7. Die Harmoniefolge Gmoll7-C7-F7 ist eine jazztypische Akkordkombination, die sich 2-5-1-Verbindung nennt.

## Wirkungsgeschichte
Während der Kritiker des Down Beat 1946 die Ersteinspielung „nicht einmal der schlechtesten Wertung für würdig befand, erkannten die Savoy-Produzenten das kommerzielle Potential der Nummer sofort: Noch im Studio kauften sie Parker das Copyright an der Komposition ab – für fünfzig Dollar.“ 1949 verwendete Paul Williams das Riff und andere Teile der Komposition, um darauf seinen Rhythm-and-Blues-Hit The Hucklebuck aufzubauen.
Now’s the Time wurde eine der bekanntesten Kompositionen Charlie Parkers und „gehört seit mehr als fünfzig Jahren zum Basis-Repertoire aller Bopper und Blueser“. Sie wurde auch von Art Blakeys Jazz Messengers, Ray Bryant, Terry Gibbs/Don Elliott, Dexter Gordon, Lionel Hampton/Buddy DeFranco, Bobby Jaspar, Keith Jarrett, Eddie Jefferson, Budd Johnson, Jay Jay Johnson, Joe Pass, dem Modern Jazz Quartet, Oscar Peterson, Bud Powell, Prince, Sonny Rollins, Idrees Sulieman, Lucky Thompson und Ernie Wilkins/Kenny Clarke eingespielt.

## Version von Eddie Jefferson
Am 19. Januar 1959 veröffentlichte Eddie Jefferson seine Interpretation von Now’s the Time auf dem Album The Jazz Singer. Dieses Album ist laut Jefferson eine „Vocal Improvisation of famous Jazz Solos“ (Gesungene Improvisation berühmter Jazzsoli).

### Melodik
In seine melodische Improvisation baut er Triolen und Quintolen ein, die die Musik gehetzt klingen lassen, was atypisch für den Blues, aber typisch für den Jazz ist.

### Songtextanalyse
Zu Anfang des Liedes lädt Eddie Jefferson seine Hörer ein, mit ihm an Charlie Parker zu denken. Er erwähnt das harte Leben und den Tod Charlie Parkers, die guten und die schlechten Seiten eines Musikers. Die Musik von Charlie Parker bewegt Eddie Jefferson, sie erfüllt ihn mit Leben. Seine Musik habe Geschichte geschrieben. Charlie Parker hat eine „Kunst der Seele“ mit seiner Musik geschaffen, echte Meisterstücke. Charlie Parker wir auch als „Bird“ bezeichnet. Er kommt aus Kansas City und trotz schlechter Voraussetzungen machte er das Beste aus seinem Leben. Charlie hat, in den Augen von Eddie Jefferson, die Herzen der Menschen mit Freude erfüllt und auch er liebt es zuzuhören. Er bläst mit seinem Saxophon alles Schlechte weg und dieses macht ihn zum Meister des Saxophons. Eddie Jefferson hätte niemals gedacht, dass die Musik von Charlie Parker ihm jemals so viel bedeuten würde, aber dann hörte er das erste Lied und sah es als Nachricht an um frei zu sein. Um dieses „feeling“ besser zu verspüren, ging er zu einem seiner Auftritte in New York und er wurde abermals begeistert. Zum Anfang und zum Ende des Liedes wird gesagt, dass er trotz seines schlechten Lebens unter schwierigen Bedingungen, seine Chancen genutzt hat. Denn Charlie Parkers Zeit war da und sie ist es immer noch. Er wird nie vergessen werden, in den Herzen seiner Fans lebt er weiter. Aus diesem Grund schrieb Eddie Jefferson diesen Text zu der Komposition von Charlie Parker. Er sah Charlie Parker als sein Idol an und nahm es als eine Ehre an, seiner Musik zuhören zu dürfen. Er schrieb den Text sozusagen in Erinnerung an Charlie Parker und als Zeichen, dass „Bird“ immer noch lebt.

### Epocheneinordnung
Der Titel Now’s the Time ist im Bebop-Stil komponiert worden. Dieser Stil beinhaltet eine große rhythmische Freiheit, ein sehr hohes Tempo und eine komplexe Harmonik. Zudem beinhaltet dieser Stil abgerissene Phrasierungen. Der Anschein, dass das Werk hektisch ist, hat verschiedene Gründe. Zum einen wird der Song „härter“ gespielt, dies bedeutet, dass die erste und dritte Zählzeit betont wird, zudem benutzt der Komponist verminderte Quinten (Tritonus). Die Künstler griffen meist auf alte Stücke zurück, übernahmen aber nur die Akkorde und improvisierten den Rest dazu. Deshalb ist die Eddie Jefferson-Version von Now’s the Time kein Jazz im klassischen Sinne, denn Eddie Jefferson coverte das Lied von Charlie Parker vollständig und fügte lediglich den Text hinzu. Eddie Jefferson kopierte die komplette Notation als Hommage an Charlie Parker.